# Округ Клеј (Тенеси)
Округ Клеј (енгл. Clay County) је округ у америчкој савезној држави Тенеси.

## Демографија
По попису из 2010. године број становника је 7.861, што је 115 (-1,4%) становника мање него 2000. године.
| Група             | 2000.         | 2010.         |
| Белци             | 7.664 (96,1%) | 7.524 (95,7%) |
| Афроамериканци    | 115 (1,4%)    | 104 (1,3%)    |
| Азијати           | 11 (0,1%)     | 7 (0,1%)      |
| Хиспаноамериканци | 108 (1,4%)    | 126 (1,6%)    |
| Укупно            | 7.976         | 7.861         |